# Mickey Bey
Mickey Bey est un boxeur américain né le 27 juin 1983 à Cleveland, Ohio.

## Carrière
Passé professionnel en 2005, il devient champion du monde des poids légers IBF le 13 septembre 2014 après sa victoire aux points par décision partagée contre le mexicain Miguel Vazquez. Il est destitué en 2015 pour ne pas avoir affronté son challengeur Denis Shafikov.